# Bruno Nassim Aboudrar
Bruno-Nassim Aboudrar (París, Francia, 1964) es profesor de estética en la Universidad Sorbona Nueva - Paris 3, Doctor en Historiador del Arte especializado en estética y autor de varias novelas.

## Estudios y carrera
Bruno-Nassim nació en Francia el 21 de noviembre de 1964. Fue alumno de la Escuela Normal Superior de Fontenay-Saint-Cloud (1984), estudiante del Instituto Nacional de Ciencias Políticas (1986-1989) y residente de la Academia Francesa en Roma (Villa Medicis, 1993-1994). 
En 1996, bajo la dirección de Hubert Damisch, defiende su Tesis Doctoral en Historia del Arte titulada Voir les fous: aux marges du portrait.
Es maestro de conferencias (2001-2007) y profesor de estética en la Universidad Sorbona Nueva - Paris 3, donde dirige el Laboratorio Internacional de Investigación Artística en Artes (LIRA). También es autor de varios ensayos, entre los que se encuentran Nous n'irons plus au musée (Aubier, 2000), Comment le voile est devenu musulman (Flammarion, 2014) y Qui veut la peau de Vénus? (Flammarion, 2016). y en 2009 publicó su primera novela "Ici-bas", que ganó el premio Senghor por la primera novela francófona y francófila.